# 新界區專線小巴20A線
新界區專線小巴20A線和新界區專線小巴20X線都是香港一條來往大埔墟站至大埔那打素醫院的專線小巴路線，由進智公交旗下大埔專線小巴營運。當中20A線取道大埔市中心內街往返，而20X線則途經南運路直接往返，可謂20A線「直通車」。

## 歷史
- 1997年：投入服務，以配合大埔那打素醫院落成啟用，由大埔專線小巴公司營辦。
- 2001年9月：進智公交收購大埔專線小巴公司，正式接辦本線。
- 2003年：路線延長至馬窩。
- 2004年：總站遷回大埔墟站，馬窩往來大埔墟的服務由新線20S取代，並與該線提供八達通轉乘優惠。
- 2010年7月11日：改為循環運作，每日1000-2100時段內每隔30分鐘開出的班次，駛至大埔那打素醫院後延長至鳳園，然後折回汀角路西行返回原有路線，所有往大埔墟鐵路站方向的班次，不再經南盛街及安富道，改由寶鄉街左轉廣福道，另增闢特快輔助線20X，取道南運路直接往來。[6]
- 2015年6月14日：鳳園路特別班次由當日開辦的新路線20P取代。[7]
- 2019年4月8日：20X線分別提早大埔墟站及大埔那打素醫院的頭班車開出時間至06:30及06:40。[8]

## 服務時間及班次
20A
| 由大埔墟站開出 | 由大埔那打素醫院開出 | 班次 （分鐘） |
| 每日           | 每日                 | 每日          |
| -------------- | -------------------- | ------------- |
| 06:00-00:40    | 06:15-00:50          | 8-15          |

20X
| 由大埔墟站開出 | 由大埔那打素醫院開出 | 班次 （分鐘） |
| 每日           | 每日                 | 每日          |
| -------------- | -------------------- | ------------- |
| 06:30-19:10    | 06:40-19:10          | 15            |

## 行車路線
- 往大埔那打素醫院經：雅運路、南運路、%運頭街、%鄉事會街、%寶鄉街、%寶鄉橋、安祥路、安慈路、汀角路、頌雅路及全安路。

（%司機有可能不經雅運路、運頭街、鄉事會街、寶鄉街、寶鄉橋，經南運路、大埔太和路，然後折返正常路線。）
- 往大埔墟站途經：全安路、頌雅路、汀角路、安慈路、安祥路、寶鄉橋、寶鄉街、廣福道、運頭街、南運路及雅運路

20X線不經桃紅色路段。
以下資料按「data.gov.hk」列出
| 編號 | 小巴站                 | 街道                 |
| ---- | ---------------------- | -------------------- |
| 1    | 大埔墟站專線小巴總站   | 大埔墟站專線小巴總站 |
| 2    | 運頭塘邨               | 南運路               |
| 3    | 鄉事會街               | 鄉事會街             |
| 4    | 南盛街                 | 寶鄉街               |
| 5    | 寶鄉橋                 | 寶鄉街               |
| 6    | 八號花園               | 安慈路               |
| 7    | 榮暉花園               | 汀角路               |
| 8    | 太平工業中心           | 汀角路               |
| 9    | 亨泰樓                 | 頌雅路               |
| 10   | 亨耀樓                 | 頌雅路               |
| 11   | 頌雅路                 | 全安路               |
| 12   | 雅麗氏何妙齡那打素醫院 | 全安路               |
| 13   | 天主教聖母聖心小學對面 | 頌雅路               |
| 14   | 大元邨                 | 汀角路               |
| 15   | 南亞路德會沐恩中學     | 汀角路               |
| 16   | 海寶花園               | 安慈路               |
| 17   | 寶鄉橋                 | 寶鄉街               |
| 18   | 廣福道73號             | 廣福道73號           |
| 19   | 運頭坊                 | 運頭街               |
| 20   | 大埔墟站專線小巴總站   | 大埔墟站專線小巴總站 |

## 收費
- 全程收費：$5.7
  - 安慈路往大埔墟站：$4.1
  - 運頭街往大埔墟站：$3.1

| - 本線大小同價。 - 65歲或以上長者使用長者或個人八達通（包括「樂悠咭」），合資格殘疾人士（包括12歲以下合資格殘疾兒童）使用「殘疾人士身份」個人八達通，以及60至64歲香港居民使用「樂悠咭」繳付車資，均可享有每程$2.0或全費（以較低者為準）的票價優惠。 - 乘客可以現金或八達通於上車時付款，不設找續。 - 每位成人乘客可免費攜帶最多兩名3歲以下而不佔座位的兒童乘客乘車，超額之3歲以下小童必須繳付車費乘車。 - 分段收費不適用於20X線。 |

### 八達通轉乘優惠
- 由20A線往大埔墟鐵路站方向於上車後1小時內轉乘20S線往馬窩，或由20S線往大埔墟方向轉乘20A路線往大埔那打素醫院方向，兩程車費合共$5.4。